# Iglesia de Nuestra Señora de la Asunción (Torre de Don Miguel)
La iglesia de Nuestra Señora de la Asunción es el templo parroquial católico del municipio español de Torre de Don Miguel, en el noroeste de la provincia de Cáceres.
Desde 1982, el edificio es candidato a Bien de Interés Cultural en la categoría de Monumento, pero el expediente original no llegó a resolverse porque se vio interrumpido por el traspaso interadministrativo de competencias. En noviembre de 2018, la Junta de Extremadura ha incoado un nuevo expediente para su declaración.

## Localización
Se ubica en el norte de la villa, lindando al sur con la Plaza Mayor, donde se ubica la casa consistorial del municipio, y al norte con el Paseo a la Madre, que es la salida de la localidad hacia el camino de montaña que lleva a Gata.

## Historia
Ya entrado el siglo XVI, comenzó la reconstrucción de la iglesia de Torre de Don Miguel, obra ambiciosa que finalmente quedaría inacabada, al igual que sucedió en otros pueblos de Sierra de Gata, como Valverde del Fresno o Cilleros. En esta centuria se estableció un contrato entre el clavero de la Orden de Alcántara y la villa, en virtud del cual se cedían a la clavería las primicias que hasta entonces cobraba la iglesia, mientras que, por su parte, el clavero debía pagar al templo diez mil maravedís cada año “por razón de alimentos, reparos y ornamentos” (Torres González, 1994). No obstante, en ocasiones se eludió este pago, dando lugar a la escasez de recursos en la parroquia. Habitualmente era atendida por dos clérigos: el beneficiado curado (el párroco propiamente dicho) y el beneficiado simple (un ayudante). A partir del año 1555, ambos quedaron anexionados a la sacristanía mayor de la Orden de Alcántara. Por esas mismas fechas, gracias al padrón realizado en 1552, sabemos de cuántas posesiones disponían los dos beneficiados. Según esta misma fuente, la Torre tenía entonces 379 familias, es decir, unos 1450 habitantes.
En el siglo XVII, la guerra con Portugal se dejó sentir profundamente en toda la Sierra de Gata. Debido al clima de inseguridad, la iglesia de la Torre se fortificó, como queda reflejado en el pequeño plano de la colección Gaignières, “Fuerte de la torre de Gata”, que se conserva en la Biblioteca Nacional de Francia (L.M.R.C., 2013). En este documento excepcional, se observa que el templo fue protegido con una defensa irregular dotada de tres baluartes. Este fuerte, del que no se conserva ningún elemento en la actualidad (aunque su forma y dimensiones coinciden en el plano con la plaza de la Limera o el atrio), estaba reforzado con un foso por todos sus lados, menos por el sur, ya que por este lateral se unía a la plaza Mayor mediante una empalizada. Finalmente en Torre de Don Miguel no se sufrieron grandes destrucciones, pero el merodeo de cuadrillas durante el conflicto causó la muerte a no pocos lugareños, los campos quedaron arruinados y se padeció falta de mano de obra; tanto, que el procurador general de la villa aseguraba en el año 1644 que la Torre estaba “mui diminuta y corta de vezindad y no tiene mas que ciento y veinte vezinos (…). Y que dicha villa mi parte es mui pobre y los vezinos de ella no tienen mas que alguna hazienda con que alimentar a sus mugeres y hijos sino es con su trabajo, y se pasa mucha necesidad y hambre”. (Torres González, 1994). A finales de este siglo, en 1681, se fundó el cabildo eclesiástico con el nombre de “Hermandad y Cabildo de la Asunción de la Soberana Reina de los Ángeles” que, en principio, estaba reservado a sacerdotes naturales de la villa y residentes en ella.
La prolija obra de Torres González (1994) nos permite conocer algunas de las normas sociales y protocolos vigentes en el interior del templo parroquial. Según este autor, los hombres se colocaban en el lado de la epístola mientras que las mujeres lo hacían en el lado del evangelio. Estos preceptos eran exigidos con rigor por parte de los sacerdotes torrezneros. Sabemos, por ejemplo, que en una visita pastoral del año 1646 se exigió que no se llevaran niños a la iglesia y que las “mujeres no vayan descubiertas ni descalzas, so pena de dos reales”. En otra visita, cursada el 6 de junio de 1649, se ordenó que “ninguna mujer se siente en la iglesia entre los hombres y que en los entierros en la capilla mayor no lleguen a la sepultura más de dos mujeres”.
En lo referente a la iglesia, entre los años 1714 y 1719 (Torres González, 1994) el abogado Francisco Arias Camisón, natural de la Torre, sostuvo un pleito contra Miguel Osorio, clavero de la Orden de Alcántara, por incumplimiento del contrato que obligaba al pago anual de 10 mil maravedís. De resultas, el clavero tuvo que pagar más de cinco mil ducados entre ornamentos y obras pías. En agradecimiento, el cura y la Justicia de la villa dieron a este abogado sitio para sepulcro y laude en la Capilla Mayor, aunque finalmente solo fue enterrada en la iglesia su mujer, de nombre Mercuria, en el año 1741 (aún se conserva la laude). Este don Francisco llegó a ser una de las personalidades más influyentes de la Torre y, al parecer, tenía pensado construir en la iglesia una capilla dedicada a san Nicomedes y san Reberiano, aunque se encontró con la oposición del sacristán mayor de Alcántara. Sea como fuere, en lo sucesivo, el cobro de los diez mil maravedís se realizó con bastante regularidad, aunque pronto resultaron insuficientes debido a la inflación, de modo que durante todo el siglo XVIII se alude constantemente a la pobreza de medios de nuestra Iglesia Parroquial.
Cabe destacar la anécdota sucedida en el año 1761, cuando el párroco, Francisco Ximénez Borreguero, debido a algún altercado con la prominente familia Camisón, ordenó retirar de la iglesia el banco de los nobles para sacarlo al exterior (Torres González, 1994). Este banco, que tenía esculpidos en el respaldo los correspondientes blasones nobiliarios y había sido reconocido a los hijodalgo de la villa en 1726, se situaba en el lado del evangelio, entre el banco de la Justicia y los del pueblo llano. Según Torres González, dicho banco se conservó en el interior del templo hasta finales de los años 60 del pasado siglo XX.
Merece la pena también detenerse en los espacios funerarios con que contaba la Iglesia Parroquial de la Asunción (Torres González, 1994). En primer lugar, las familias más destacadas disponían de sepulturas dotadas, es decir, adquiridas a perpetuidad, destinadas para todos sus descendientes. Lo habitual es que transcurriera un año mínimo entre cada enterramiento aunque, debido a los problemas de higiene, el obispo García Álvaro, a mediados del siglo XVIII, dispuso que no se abriesen hasta haber transcurrido tres años.
Por otro lado, el interior de la iglesia se encontraba compartimentado en “quartos”, que fueron descritos en el año 1745 por el sacerdote Diego Baltasar Solís: a) “primer quarto”, o Capilla Mayor, era el espacio situado entre las gradas del presbiterio y el púlpito. Cada enterramiento costaba aquí treinta reales o, si era a perpetuidad (laude familiar), desde 550 reales. Al parecer, este “primer quarto” no rendía mucho a la iglesia porque eran pocos los que disponían de medios suficientes para enterrarse en él; b) “segundo quarto”, o de enmedio, desde el final de la Capilla Mayor hasta el coro bajo. Aquí pagaban 24 reales los adultos y 12 reales los niños; c) el “tercer quarto”, de reducida extensión, se localizaba entre el coro bajo y el coro alto o tribuna. Las sepulturas costaban aquí 15 reales para los adultos y 7,5 reales para los niños; d) Por último, en el “cuarto quarto”, bajo el coro, la sepultura de los adultos costaba 9 reales y la mitad la de los niños. En este último “quarto” se enterraban los más pobres de la población y no contenía sepulturas dotadas.
El coro bajo, que como vemos se tomaba como referencia en la compartimentación interior del templo, era el espacio situado frente a la puerta lateral; se componía de tres bancos dispuestos en forma de U (abierto hacia el altar mayor) en medio de los cuales se colocaba un facistol para los libros de canto.
Además, en el exterior de la iglesia, se usaba como cementerio el atrio abierto hacia la plaza, conocido popularmente como “el reducto”. A él debe de referirse el Interrogatorio de la Real Audiencia (1791) cuando declara que “hay zementerio que zircunda la parroquial y no ay nezesidad de otro alguno”. No obstante, poco después de esta cita se decidió acondicionar como camposanto el antiguo jardín que rodeaba la iglesia, lo que hoy día se corresponde con el inicio de la C. Almenara y el Paseo a la Madre. Esta obra fue aprobada por el obispo Blas Jacobo Beltrán y bendecida por el párroco Bartolomé de Sande en enero de 1821; tras ella cesaron los enterramientos en el interior de la iglesia. Inicialmente, este nuevo cementerio fue municipal, aunque con posterioridad se le dio titularidad parroquial por estar construido en terrenos de la iglesia. Se cobraba aquí, por derechos de enterramiento, ocho reales los adultos y tres los niños. Este camposanto continuó en uso hasta noviembre de 1854.
El Interrogatorio de la Real Audiencia nos ofrece nuevos datos para conocer la evolución histórica de Torre de Don Miguel y su Iglesia Parroquial. En ese año, la población se componía de 276 vecinos, incluidos siete miembros del estado eclesiástico. Según lo declarado al Interrogatorio, la parroquia carecía de dotación alguna y percibía unos emolumentos anuales que ascendían aproximadamente a cien ducados (algunas escrituras de censo, el arriendo de dos linares y tres olivares, los derechos de los sepulcros, etc.). Se citan un total de 23 capellanías, entre las que cabe destacar la fundada por el clérigo Gabriel Alfonso en 1554, con carga de 95 misas al año. En cuanto a las obras pías para dotar huérfanas, el Interrogatorio recoge tres (aunque llegó a haber once, según Torres González). No obstante, con el tiempo casi todas estas capellanías y obras pías se agruparon en la Obra Pía de Ánimas, debido a la gran devoción que tenían los torrezneros a las ánimas benditas. Por último, el Interrogatorio nos informa también de las cofradías, cuyo objetivo era el reparo del altar y sufragar el entierro de los hermanos difuntos, contabilizando tres: a) de la Vera Cruz, que tenía 895 cofrades y se instituyó en el año 1749 (según Torres González estaba extinta ya a mediados del siglo XIX, aunque su pendón se siguió usando en los entierros hasta hace pocos años); b) la del Santísimo Cristo de la Misericordia, que contaba con 160 cofrades, desde el año 1721, aunque existen referencias a otra anterior; c) la de Ntra. Sra. del Rosario, instituida en el año 1708, con cerca de 800 cofrades. Cada una de estas cofradías estaba regida por un alcalde y cuatro diputados y sus fondos provenían de la limosna de los hermanos.
A comienzos del siglo XIX, un nuevo conflicto bélico volvió a sacudir la Sierra de Gata. Sabemos que durante la guerra de la Independencia, hasta el año 1812, se instaló en Torre de Don Miguel un hospital, que quizás estuvo emplazado en la iglesia, por el alto número de enfermos y fallecidos registrados. A pesar de la contienda, en el año 1828, el Diccionario de Sebastián Miñano registra en la población 340 vecinos, sea unos 1616 habitantes. Los testimonios de esta centuria se refieren constantemente a las penurias económicas que padecía la Iglesia Parroquial. Por ejemplo, en el año 1854, durante la visita del prior-párroco de Villa del Campo, se desplomó el tejado sobre el coro y poco después, en el año 1860, durante la visita pastoral del obispo de Coria, se expuso “el estado de ruina en que se encuentra el Santo Templo y sus ropas sacerdotales” debido, al parecer, a la costumbre de los jóvenes de la población de arrojar piedras al tejado y la apatía de las autoridades a corregirlos “desde la revolución acá” (Torres González, 1994). Esta situación de escasez aún debía verse agravada con la venta de los bienes de la parroquia y de las capellanías, con motivo de la desamortización. A finales del siglo XIX se instala en Torre de Don Miguel el colegio de las Monjas, o de las Hermanas, para dar clase a los niños del pueblo.

## Descripción

### Estructura general
La iglesia parroquial de Nuestra Señora de la Asunción se eleva en la parte alta de la villa, ofreciendo su lienzo sur a una amplia plaza. La buena visualización desde ella permite observar el extraño juego volumétrico propiciado por las partes del edificio que lo caracteriza. Así, dos construcciones altas y nobles, la torre y la cabecera, encierran un espacio de mucha menor altura que corresponde a la nave.
El edificio es un amplio rectángulo con cierre poligonal en la cabecera, dirigido al este, con la sacristía situada al norte de la capilla mayor y la torre unida al tramo de los pies en el costado sur. La cabecera es una sólida edificación con ocho enormes contrafuertes prismáticos, con muros de cantería de un metro de espesor. Aunque los sillares están bien labrados, su corte es irregular, variando las medidas, si bien hay un claro predominio de la distribución a soga y tizón, no presentando marcas de cantero.
De los ocho contrafuertes, los seis laterales son ataulados en su zona más alta, de cuyo talud arranca un último cuerpo que llega hasta el tejado. A mitad de la altura, corre una breve inflexión a modo de moldura y culmina dicha cabecera un friso adornado con arquillos y cruces, dispuesto bajo una cornisa de taqueados. Este modo de coronar los muros es muy típico de los edificios diseñados por Pedro de Ybarra, como señala García Mogollón. También merecen mención las gárgolas de carácter figurativo situadas por encima de esta cornisa. Se conservan seis de las siete que debieron ser en origen. Cuatro amplios ventanales de medio punto y moldurados se abren en los muros laterales del ábside, los dos del muro norte están cegados.
La gran diferencia de fábrica, tan característica de nuestra iglesia, se debe a que esta cabecera, iniciada a mediados del siglo XVI, quedó sin finalizar, de modo que la nave es mucho más baja y más antigua, correspondiendo a época gótica, ya que, en las remodelaciones de este tipo de edificios, conforme progresaba la construcción de la iglesia nueva iba desapareciendo la vieja. Así, los muros de esta nave son más pobres, dado que en ellos se utilizó mampostería enlucida, dejando los sillares de granito para las puertas, las esquinas y los tres contrafuertes que tiene la nave por cada lado.
De las portadas, la de los pies carece de interés, siendo un sencillo hueco de medio punto, con una triple moldura en la imposta. Por su parte, la portada lateral de la Epístola es un bello ejemplar gótico del siglo XV. Presenta un arco apuntado adornado con cinco arquivoltas que descansan sobre finos baquetones cilíndricos; entrecalles cóncavas sin ornar separan las arquivoltas y los baquetones, las cuales llevan dos anillos señalando el capitel, y pequeñas basas individuales con cuerpo inferior poligonal y sencillas molduras convexas. De la línea de impostas arranca un alfiz que encuadra la puerta; sobre la clave del arco se quiebra en ángulos rectos, delimitando una pequeña hornacina que cierra en arco pentalobulado, que presenta una pequeña figura de la Asunción de piedra. Protege el conjunto de la puerta un arco de medio punto apoyado en sendos estribos, que hace función de soportal.
El atrio exterior de la plaza, situado en el muro de la Epístola, se ha llamado siempre el reducto (“reutu”). El escudo de la fuente adosada a su frontal proviene de la torre de la iglesia y muestra las armas de frey Pedro Gutiérrez.
La torre, de planta cuadrada y muy esbelta, se dispone a los pies del templo, por la Epístola. Se levanta con sillería granítica, dispuesta a soga y tizón, y está dividida en tres cuerpos separados por impostas adornadas con pometeados de tipo hispanoflamenco, lo cual habla de su ejecución en un momento anterior a la cabecera, probablemente los años finales del siglo XV o iniciales del XVI.
El cuerpo de campanas, donde se han localizado las marcas de cantero, tiene cuatro vanos de medio punto, uno por cada frente. Por el lado este se adosó una caseta adornada con bolas, que contiene el reloj. La torre se remata mediante merlones trebolados, con una gárgola en cada esquina. La cubierta consiste en una bóveda de crucería de terceletes y combados, que parece posterior al conjunto de la torre. Según García Mogollón, probablemente sea producto ya de las obras de mediados del siglo XVI. Se accede a las campanas por una escalera de caracol que se inicia en la tribuna coral del
templo.
La sacristía se ubica junto a la cabecera, por el lado del Evangelio, encuadrada entre dos contrafuertes. Es de sillares y cuadrada al exterior.
El interior de la iglesia es bastante amplio y está distribuido entre la mencionada capilla mayor y tres tramos de nave rectangular; contrastan no solo por la solución y elevación de sus cubiertas, sino también por la distinta utilización de elementos ornamentales. Da entrada al ábside un arco triunfal escasamente apuntado, que solo se distingue desde el presbiterio, puesto que desde los pies del templo permanece oculto, dada la menor altura de la nave. Apoya dicho arco toral en semicolumnas de claro diseño renacentista, siguiendo este modelo los cuatro soportes del testero. En cambio, las responsiones laterales las conforman pilastras colgantes que descansan en una ménsula. Constituyen estas pilastras colgantes un rasgo típico de la arquitectura plateresca salmantina que Pedro de Ybarra traslada a Torre de Don Miguel. Corre a la altura de los jarjamentos un bello entablamento, roto en el testero, con cornisa denticulada, sencillas molduras y friso liso. Los capiteles no son tales, sino prolongación del referido entablamento.
La bella bóveda de crucería estrellada que cubre la capilla mayor se estructura en tres secciones separadas por arcos fajones y cuenta con cuarenta y cuatro claves. Las claves están adornadas con rosetas de diversas formas o elementales molduras anulares. La clave central del primer tramo muestra la jarra de azucenas símbolo habitual de la Virgen María, a la que está dedicado el templo. Junto al arco triunfal, se observan los arranques de los nervios que deberían haber formado las bóvedas de la nave, obra que quedó interrumpida hacia la década de 1570.
Al lado de esta destacada cabecera, la nave, mucho más baja y de mampostería vista, es una obra de gran pobreza constructiva. Formada por tres tramos separados por tres arcos diafragma. Tales arcos, de cantería y adornados con pometeado de raíz hispano-flamenca, presentan un leve apuntamiento y descansan sobre basas góticas.
La cubierta original de madera, dispuesta a dos aguas, se derribó y fue sustituida por una cubierta moderna, la cual, hace pocos años, ha sido recubierta interiormente con un acabado en madera que ennoblece la nave.
La tribuna del coro está a los pies, tiene piso de madera y apoya en un arco carpanel casi plano reforzado al centro por una columna granítica de capitel inspirado en toscano. Nuevamente se repite la decoración de pometeados de finales del siglo XV en este arco, en el que también son visibles dos escudetes con inscripciones de letras góticas.
A la sacristía se accede por una puerta de medio punto, es bastante reducida en su interior y convierte el espacio en cruciforme por la apertura de tres grandes hornacinas. La cubierta consiste en una bóveda de cañón dividida en secciones por finos nervios de perfil triangular que descansan en ménsulas en forma de eses, disposición típica y muy usada por Pedro de Ybarra en los edificios que él diseñó.
Las últimas intervenciones que han modificado el aspecto interior de la iglesia se han realizado sobre el pavimento, los revestimientos o la cubierta. A mediados del siglo pasado, el párroco Julián Mateos López (1947-1962) llevó a cabo obras de pavimentación en la Iglesia Parroquial a base de olambrillas. Posteriormente, este solado fue sustituido por losas de granito a comienzos de los años noventa. Por su parte, en los años 1984-1987 se quitó el encalado de las paredes de la nave, dejando la piedra vista.

### Bienes muebles
Retablos e imágenes
El presbiterio tuvo un primitivo retablo que no se conserva. Según Torres González, durante el rectorado de Bartolomé de Sande Rodríguez (1797-1831) se construyó el último retablo mayor, de ladrillo y estuco, que fue derribado en el año 1971, por hallarse en muy mal estado. Actualmente el presbiterio está presidido por la figura de un Cristo crucificado, del siglo XVII, con la cabeza inclinada a la derecha y paño de pureza muy pegado al cuerpo y anudado a la izquierda. Se encuentra muy deteriorado por repintes y limpiezas. Está flanqueado por las estatuas de san Pedro, con las llaves y el libro, y de san Pablo, apoyadas sobre capiteles dorados, ambas fechadas en el siglo XVII y posiblemente procedentes del desaparecido retablo mayor. También de la misma época, es la imagen de la Inmaculada, con túnica rosa y amplio manto azul, elevada sobre una peana de nubes con creciente lunar y un querubín.
En los muros laterales, y dentro de hornacinas de medio punto, se conservan dos retablos barrocos. El retablo del lado de la Epístola se estructura en banco, donde se ubica el sagrario, un cuerpo y un ático curvo. El cuerpo muestra cuatro columnas salomónicas y una hornacina central y, en los extremos, dos repisas para sostener imágenes. Sin embargo, las que muestra actualmente no son las originales, y lo mismo ocurre con la imagen de la Inmaculada Concepción, que sustituye a la original. García Mogollón cita al maestro tallista Andrés Felipe de Paredes, como autor de este retablo, ejecutándose entre los años 1724 y 1729. Quizá labró también el guardapolvo que lo cubre. De las imágenes que presenta, actualmente sobresale la imagen de santa Ana en actitud de leer un libro, del siglo XVI.
El retablo de lado del Evangelio también se estructura en banco, un cuerpo y un ático curvo. En el cuerpo, dos columnas salomónicas separan tres nichos. Este retablo tampoco conserva las imágenes originales, y posiblemente esté realizado con partes de otros retablos. Destaca la imagen de san Nicomedes, datada en el siglo XVII, vestido con sotana con sobrepelliz y estola y tocado con bonete.
Aparte de estas imágenes, hay que nombrar un San Blas con indumentaria episcopal, del siglo XVII, que actualmente se halla en una gran hornacina del muro de la Epístola, y un Cristo yacente, obra restaurada, que podría enmarcarse dentro de los modelos castellanos del siglo XVII, ubicado en una urna de cristal en el lado del Evangelio.
Pila bautismal y púlpito
La gran pila bautismal tiene perfil semiesférico, la parte superior la bordea un friso decorativo con arquillos de medio punto sobre ménsulas, mientras que el basamento presenta un motivo sogueado. García Mogollón, debido al primitivismo de estos motivos, fecha la pila en la segunda mitad del siglo XIII, época en la que se fundó la parroquia. Actualmente la pila se encuentra junto al presbiterio, en el lado de la Epístola, pero su ubicación original era debajo del coro.
El púlpito de cantería se sitúa en el lado del Evangelio, en una gran hornacina rematada con arco rebajado. El cuerpo, de perfil cilíndrico, se adorna con sencillos casetones renacentistas y apoya en una gran ménsula muy moldurada y a modo de cono invertido.
Platería
Con relación a la colección de platería, la iglesia custodia las siguientes piezas:
- Copón de plata sobredorada, de pie circular, astil con gran nudo central en forma de pera invertida y copa ornamentada con elementos vegetales y geométricos. El pie y la tapa muestran cuatro cabezas de querubines de plata. La pieza carece de marcas y García Mogollón lo fecha a mediados del siglo XVII.
- Cruz procesional de plata, muestra gran nudo con decoración grabada de flores, rocallas y ces. Los brazos lisos, de perfil ondulante, rematan en flores de lis. En el mismo lado presenta una figura de Cristo crucificado y un relieve de la Asunción de la Virgen. Muestra dos punzones: el escudo de la villa de Madrid y el castillo de la Corte. No muestra marca de platero. Se fecha en el año 1784.
- Custodia de sol de plata sobredorada y en su color, presenta pie lobulado apoyado sobre ocho patas en forma de ce y adornado con cuatro cabezas de querubines y motivos eucarísticos: pelícano, cordero místico, espigas y racimos de vid. El astil muestra una gruesa macolla adornada nuevamente con cuatro cabezas de querubines y flores. El sol con motivos repujados de nubes, cabezas de angelitos y motivos eucarísticos, presenta, en un lado, un relieve del Padre Eterno y, en el otro, la paloma del Espíritu Santo. Una pequeña cruz corona el conjunto. Se podría fechar a mediados del siglo XVIII.

Laudes sepulcrales
La iglesia parroquial de Torre de Don Miguel conserva una magnífica colección de laudes sepulcrales, datadas entre los siglos XVII y XVIII, en su mayor parte decoradas con elaborados escudos. No obstante, ninguna de ellas se conserva en su lugar original, debido a las reformas acometidas en el pavimento de la iglesia. La descripción que aportamos sigue la obra de Torres González (1994):
1. bajo el coro de la nave, en el primer peldaño de la entrada, incompleta: ESTE LAUDE DOTO ANA ROI DIAZ. AÑO DEL SEÑOR DE 1627;
2. en el mismo espacio, en el segundo peldaño, con escudo borrado aunque habría sido dotada en el año 1650 por Francisco Fernández de Cáceres y su mujer María Franco Calvo;
3. al pie del presbiterio, saliendo de la sacristía, dotada en el año 1604 por Francisco Franco y Calvo y Catalina Fernández. Actualmente el escudo se encuentra muy desgastado; según Torres González presenta morrión y está compuesto por ocho cuarteles, entre los cuales hay dos con un león rampante;
4. en el mismo sitio que la anterior, dotada en el año 1639 para Andrés Fernández del Peso y Ana Sánchez. Tenía inscripción de los dotantes y la invocación: “Jesús, María, Joseph”. En el escudo: morrión y cuatro cuarteles, incluyendo dos lobos y el águila con el peso en el pico;
5. junto a la anterior: el escudo de los Arias Camisón, abrazado por una cruz de Alcántara. Es una de las laudes que dotó en 1745 Francisco Arias Camisón para él y sus descendientes;
6. en el mismo sitio que la anterior, defectuosa; según Torres González fue dotada para Francisco Franco Guerrero y Marina Blasco;
7. en el mismo sitio que la anterior, dotada en 1630 por María Pascual, viuda de Miguel Muñoz;
8. laude dotada en el año 1622 por Juan Franco para él, su mujer y sus descendientes;
9. también al pie de los escalones, rota, con fragmentos de inscripción: “PARA MARIA (…) ESTA LAVDE DOCT(O)”;
10. en el mismo sitio, con escudo de los Arias Camisón, orlada por inscripción ilegible. Es la laude donde se enterró Mercuria Francisco Vallejo, en una sepultura que estaba originariamente en la Capilla Mayor;
11. en el mismo sitio que las anteriores, ilegible, se percibe parcialmente el escudo de la sociedad sacerdotal de San Pedro Apóstol, con la tiara y las llaves cruzadas. Podría pertenecer al clérigo Gabriel Alfonso, enterrado en la iglesia en el siglo XVI;
12. en el cancel de la entrada desde el atrio, tiene en el centro grabada una lanza y la leyenda es, en su mayor parte, ilegible: “AÑO DE 1699”; podría ser la del alférez Alonso Rodríguez Álvaro, según se desprende del libro de visitas, donde aparece registrada en el “primer quarto”;
13. en el mismo cancel, a la izquierda, muy tosca, solo se lee: “DIEGO FRANCO”, escrito en letra minúscula;
14. junto a la anterior, prácticamente ilegible, con las letras repintadas de color rojo “AÑO DE..”.

Campanas y reloj
La iglesia conserva tres campanas de gran tamaño en la torre campanario: una de ellas muy oxidada; otra del año 1967, de la Casa Carrillo (Salamanca); y la tercera de la fundición Ribera (Montehermoso, Cáceres). Según Torres González, las cabezas metálicas y el sistema eléctrico fueron instalados en el año 1993. Existen, además, dos campanas pequeñas en sendas espadañas sobre la torre y la cabecera.
Del reloj apenas se conserva nada de su maquinaria. La esfera es de “MANUFACTURAS BLASCO ROQUETAS”.